# Міка (Клуж)
Міка (рум. Mica) — село у повіті Клуж в Румунії. Входить до складу комуни Міка.
Село розташоване на відстані 345 км на північний захід від Бухареста, 48 км на північний схід від Клуж-Напоки.

## Населення
За даними перепису населення 2002 року у селі проживали 684 особи. Рідною мовою 681 особа (99,6%) назвала румунську.
Національний склад населення села:
| Національність | Кількість осіб | Відсоток |
| -------------- | -------------- | -------- |
| румуни         | 668            | 97,7%    |
| цигани         | 11             | 1,6%     |
| угорці         | 5              | 0,7%     |